# Sparasion gholovushkini
Sparasion gholovushkini är en stekelart som beskrevs av Kononova 1992. Sparasion gholovushkini ingår i släktet Sparasion och familjen Scelionidae. Inga underarter finns listade i Catalogue of Life.